# Ілич (річка)
Іли́ч, илич (рос. Илыч) — річка в Республіці Комі, Росія, права притока річки Печора. Протікає територією Троїцько-Печорського району.
Річка бере початок на східних схилах хребта Тімаїз, протікає на південь, південний схід, захід, північний захід та південний захід.
Довжина 383 км, площа басейну близько 18000 кв. км. В межах Печорської низовини  судноплавна. 
Багата на рибу (чир, форель, чоський оселедець). В басейні річки Илич розташований Печорсько-Илицький заповідник.

## Притоки
Річка має багато приток, деякі з них до цього часу не мають назви:
- праві — Безіменний, Малий Косью, Косью, без назви (довжина 10 км[2]), без назви (довжина 13 км[3]), без назви (довжина 12 км[4]), Щучий, Велика Вачжига, Мала Вачжига, Вачжига-Бож'єль, Гриша-Єль, Марка-Єль, Лоп'ю, Родейоль (Редаєль, Роде-Йоль), Валганйоль (Валган-Йоль, Валган'єль), Кос'ю (Кос-Ю, Косью), Патракар'єм-Воминбежйоль (Патракар'ємвоминбеж'єль, Патракар'єм-Воминбеж-Йоль), Молебний, Ісперед'ю (Ісперед-Ю, Ізпиред'ю), Пожемйоль (Пожем'єль), Сар'ю, Комосойоль (Комосоєль), Когель, Архип-Йоль (Архип-Єль)
- ліві — без назви (довжина 10 км[5]), Кожим'ю (Кожим-Ю), Яран-Пасайоль (Яранпасаєль, Яран-Паса-Йоль), Сергій-Єль, Пирс'ю (Пирсью, Пирс-Ю, у верхів'ях Хосая, Хоса-Я), Щука-Йоль (Щука-Єль), Листовка-Йоль, Ук'ю (Ук-Ю), Ічет-Сотчет'єль (Ічед-Сотчем-Йоль), Иджид-Сотчем'єль (Иджид-Сотчем-Йоль), Шантимвож (Шонтемвож), Ічет-Ляга (Ічетляга), Иджид-Ляга (Иджидляга), Велика Кушшор, Шежим'ю (Шежим-Ю, Шежимью), Иджид-Анью, Ічед-Анью (Ічет-Анью), Льок-Ізвож (Лек'їзвож, Льок-Із-Вож), Ісперед-Вомин-Шор-Йоль (Ізпиредвоминшор'єль), Шар'єль, Кирташор, Лена, Мартюр (Морт'юр, Морть-Юр, Мортюрва, Мирт-Ю), Челач, Палью